# Domenic Mobilio
Domenic Mobilio (Vancouver, 14 gennaio 1969 – Burnaby, 13 novembre 2004) è stato un calciatore canadese, di ruolo attaccante.

## Carriera

### Club
Ha giocato nel campionato canadese e scozzese. È morto nel 2004 di un attacco di cuore. Aveva 35 anni.

### Nazionale
Con la Nazionale canadese ha raccolto 26 presenze tra il 1986 e il 1997.